# Rödeby
Rödeby – miejscowość (tätort) w Szwecji, w regionie administracyjnym (län) Blekinge (gmina Karlskrona).
W 2015 roku Rödeby liczyło 3508 mieszkańców.

## Położenie
Miejscowość jest położona w prowincji historycznej (landskap) Blekinge, ok. 12 km na północ od Karlskrony przy drodze krajowej nr 28 i linii kolejowej Kust till kust-banan (Kalmar/Karlskrona – Göteborg).

## Demografia
Liczba ludności tätortu Rödeby w latach 1960–2015: